# Klokot (gmina)
Klokot (srb. Клокот, alb. Kllokoti) – gmina w Kosowie w regionie Gnjilane. Ma około 24 km² powierzchni i jest zamieszkana przez 2 702 osoby (szacunki na 2020 rok). Głównym miastem jest Klokot.
Według spisu powszechnego z 2011 roku w gminie mieszkało 1 362 Albańczyków i 1 177 Serbów.
Gospodarkę gminy stanowią głównie zyski z zasobów naturalnych oraz turystyka.